# Edde
Edde is een plaats (község) en gemeente in het Hongaarse comitaat Somogy. Edde telt 248 inwoners (2001).